# Blagorrhina blagoderovi
Blagorrhina blagoderovi är en tvåvingeart som beskrevs av Hippa, Mattsson och Pekka Vilkamaa 2005. Blagorrhina blagoderovi ingår i släktet Blagorrhina och familjen Lygistorrhinidae. Inga underarter finns listade i Catalogue of Life.